# Аугсбурзький рейхстаг (1530)
Аугсбурзький рейхстаг — зібрання, скликане імператором Священної Римської імперії Карлом V 20 червня 1530 року.
На рейхстазі розглядалися такі питання:
- захист Європи від оттоманської загрози;
- питання, пов'язані з політикою, валютою та суспільним благополуччям;
- пошук компромісу між католиками та лютеранами.

Найважливішим було останнє питання, оскільки від нього у значній мірі залежало вирішення інших.
Філіпп Меланхтон представив підготовлений ним та Йоганнесом Бренцом і затвердженим Мартіном Лютером програмний документ
євангелістів — «Аугзбурзьке сповідання». У цьому стверджувалося про подібні риси віровчення католицизму й євангелізму. Проте була збережена головна ідея євангелізму — принцип виправдання вірою. Проте імператор та рейхстаг відкинули його. Наслідком цього стало прискорене об'єднання прихильників протестантизму.